# 樺太犬

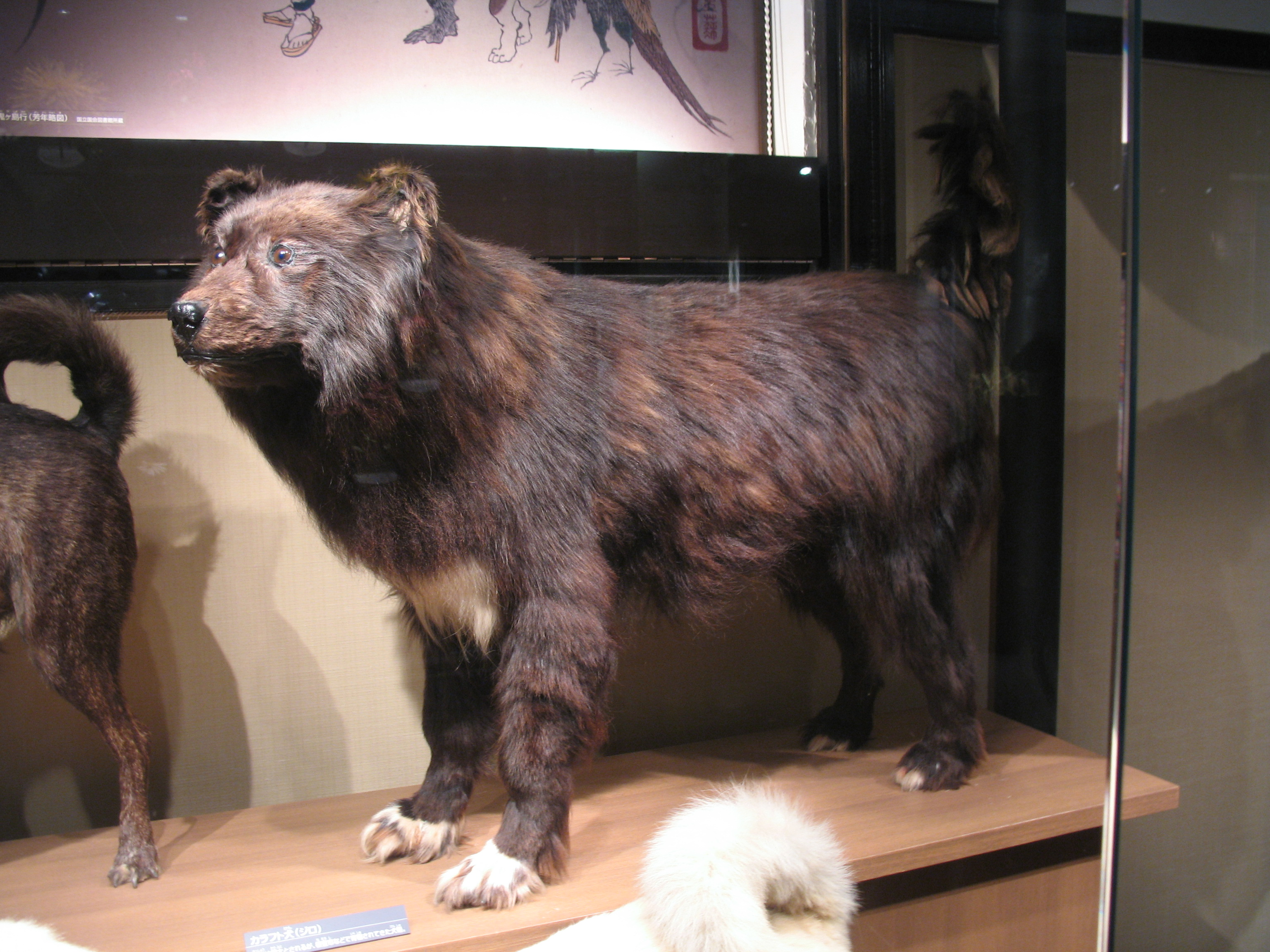
樺太犬であるジロの剥製（2012年撮影、国立科学博物館）

樺太犬（からふとけん、からふといぬ、英: Sakhalin Husky）は、樺太および千島列島で作り出された犬種である。体型は中型〜大型、太い鼻面を持つ。
アイヌ・ニヴフなどの北方の民族が犬ゾリ・猟犬に古くから使っていた。原形とされる骨がオホーツク文化の遺跡で見つかっている。「カラフト犬」とも書く。

## 概要
樺太において橇を曳くために使役されており、他にもテン狩りにも使用された。樺太の住民にとって犬は有力な財産の一つで、犬の敷が貧富の判断基準になっていた。
日本においては、南樺太（日露戦争後に日本へ帰属）から使役犬として移した影響により、それまでよりも北海道内の頭数が増えた。
1910年から1912年の白瀬矗を隊長とする南極探検隊に同行し犬ぞり用の犬として活躍し、牽引力の高さや温順でよく人に慣れたことから非常に役立った。戦後の南極地域観測隊第一次越冬隊でも犬ぞり用の犬として採用されたことでも有名（下記のタロとジロのエピソードも参照）。北海道では昭和40年代くらいまで、車や機械にとって替わられるまで漁業、木材の運搬、電報配達、行商などに使役犬として働いていた。
車社会の到来とともに使役犬として必要のなくなった樺太犬は他犬種と混血して雑種化したり、野に放されたものはちょうどエキノコックス症の発生とも時期が重なって野犬掃討にあったりして、1970年代頃にはほぼ絶滅してしまった。ロシアにおいても、大食いな点が問題視され1930年代以降大量に殺処分されており、日露双方において純血の樺太犬は絶滅したとみられる。

## 特徴
純血種の特徴は、
- 大きさ：中型〜大型犬
- 体長：64〜76cm
- 体高：54〜67cm
- 体重：22〜45kg
- 性格：従順で融和性をもつ。忍耐強くて勇敢。忠実。優れた方位感覚や帰家性をもつ。
- 毛質：密毛におおわれ、体毛の長短によって長毛種と短毛種がある。北海道に渡った樺太犬は長毛種が多い。
- 毛色：黒、白黒ブチ、狼灰色、茶、薄茶、白など。

耳は立ち耳。たれ耳のものもいた。尾は巻き尾と差し尾。体高に比して体長が長い。胸部がよく発達して幅が広く四肢もよく発達し前肢は特に太い。
耐久力に優れ耐寒性も強く、大食だが粗食に耐え、飼い主に忠実。

## タロとジロ
同種の代表的な犬としては、タロとジロがいる。タロとジロは、1957年に日本の南極地域観測隊第一次越冬隊に、物資輸送で犬橇をひくために派遣された22頭のうちの2頭。南極の東オングル島にある昭和基地に派遣された。
第二次越冬の失敗に際して、隊員と一緒に引き上げられなかった犬たちは、1か月分の食料を与えられ、南極に置き去りにされた。1年後、第三次越冬隊が昭和基地へ戻ってきたとき、残された15頭の内、タロとジロの2頭が生き延びていた。この2頭はそのまま第三次越冬隊と共に任務に就いた。
越冬隊の撤退から再上陸までの1年間を南極大陸で生き延びたことで、タロとジロは一躍有名になり、後に映画『南極物語』にも取り上げられた。同映画本編では「からふとけん」でなく「からふといぬ」と言い表されている。
タロの剥製は北海道札幌市にある北海道大学農学部博物館に、ジロの剥製は東京上野にある国立科学博物館に展示されている。